# ULAS J085910.69+101017.1
ULAS J085910.69+101017.1 ist ein Brauner Zwerg im Sternbild Krebs. Er wurde 2008 von David Pinfield et al. entdeckt und gehört der Spektralklasse T7 an.